# 瓦尔斯多夫
瓦尔斯多尔夫是德国莱茵兰-普法尔茨州的一个市镇。总面积10.83平方公里，总人口896人，其中男性451人，女性445人（2011年12月31日），人口密度83人/平方公里。